# 姜文斋
姜文斋（1929年11月—2017年8月27日），山东平北东七里河子村人，中国人民解放军少将。

## 生平
1945年1月，加入八路军，1946年1月加入中国共产党。历任宣传员、干事、副指导员、飞行员、大队长、团长、处长，海军航空兵训练基地主任，海军司令部航空部部长，海军航空兵部司令部副参谋长等职。2017年8月27日在北京逝世，享年88岁。